# Saint-Germier, Haute-Garonne
Saint-Germier är en kommun i departementet Haute-Garonne i regionen Occitanien i södra Frankrike. Kommunen ligger i kantonen Villefranche-de-Lauragais som tillhör arrondissementet Toulouse. År 2022 hade Saint-Germier 120 invånare.

## Befolkningsutveckling
Antalet invånare i kommunen Saint-Germier
Referens:INSEE